# Hossein Tir
Hossein Tir (persisch حسین تیر; * 6. Juli 1997) ist ein iranischer Grasskiläufer. Er startete 2012 erstmals im Weltcup.

## Karriere
Tir nahm im August 2012 erstmals an drei Weltcuprennen im iranischen Skiort Dizin teil. Während er im ersten der beiden Super-G disqualifiziert wurde, belegte er im zweiten Super-G den 24. Platz und im Riesenslalom den 21. Rang. Damit erzielte er im Gesamtweltcup der Saison 2012 den 54. Platz.

## Erfolge

### Weltcupplatzierungen
- 2012: Super-G: Platz 24; Riesenslalom: Platz 21
- 2015: Super-G: Platz 15; Riesenslalom: Platz 12
- 2018: Riesenslalom: Platz 25
- 2019: Super-G: Platz 14